# Albertus Seba
Albert Seba, född 1665 i Etzel i Ostfriesland, död 1736 i Amsterdam, var en holländsk naturaliesamlare.